# Austrocedrus
Austrocedrus é um género de conífera pertencente à família Cupressaceae.